# 쇠뼈

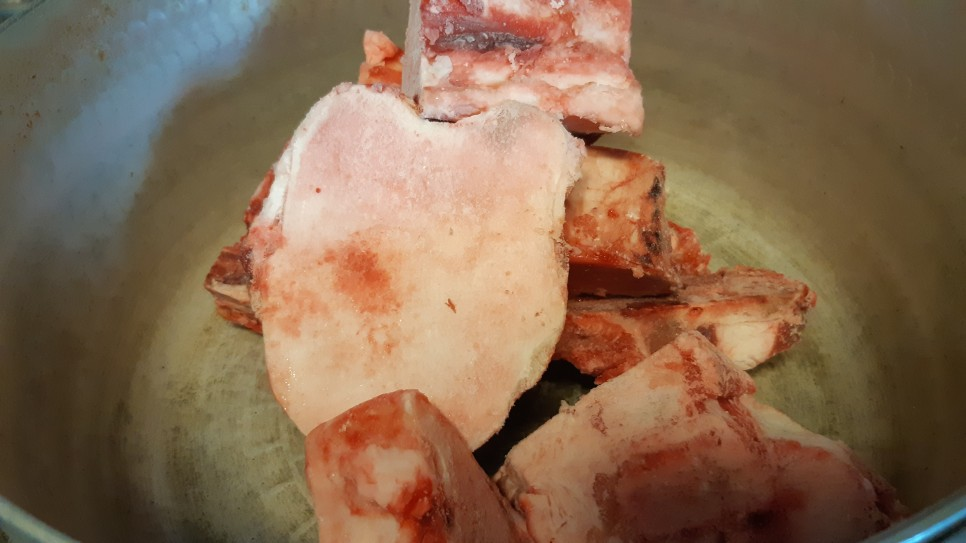
한우 사골

쇠뼈는 소의 뼈이다. 소뼈나 우골(牛骨)으로도 부른다. 뼈육수 등을 내는 데 쓴다.

## 종류
- 갈비뼈
- 꼬리뼈
- 도가니뼈
- 등골
- 마구리뼈
- 머리뼈
- 반골
- 사골
- 쇠족
- 잡뼈

## 같이 보기
- 닭뼈
- 돼지뼈
- 쇠심